# 汉布赫
汉布赫是德国莱茵兰-普法尔茨州的一个市镇。总面积4.81平方公里，总人口725人，其中男性366人，女性359人（2011年12月31日），人口密度151人/平方公里。